# 스카우트 테일러콤프턴
스카우트 테일러콤프턴(영어: Scout Taylor-Compton, 1989년 2월 21일 ~ )은 미국의 배우이다.
1989년 캘리포니아주 롱비치에서 장례식장에서 일하는 아버지와 멕시코계 미국인 어머니 사이에서 디자리 스타 콤프턴 (Desariee Starr Compton)이라는 이름으로 태어났으며, 1998년 배우로 데뷔하였다.
이후 앨리 맥빌, ER, 프레이저, 가디언, 길모어 걸스, 언패뷸러스, 콜드 케이스, 댓츠 소 레이븐, 참드, 위드아웃 어 트레이스 등 여러 TV 시리즈에 출연했으며, 2004년 영화 소녀들의 비밀파티에서 첫 메인 역을 맡았다. 그 뒤 2007년부터 위키드 리틀 씽스, 아메리칸 크라임, 죽음의 만우절, 라이프 블러드, 할로윈: 살인마의 탄생, H2: 어느 살인마의 가족 이야기 등 다양한 공포 영화에서 연기를 선보였으며, 2010년 영화 런어웨이즈의 리타 포드 역을 맡았다.
2005년 8월 12일 캘리포니아주 남부에서 실종되었다가 2주 후에 발견되었으며, 조사 결과 가출했던 것으로 밝혀졌다.

## 출연 작품
- 인트루전 (2021)
- 겟어웨이 걸스 (2020)
- 이터널 코드 (2019)
- 디버티드 에덴 (2018)
- 나이트 오브 워킹데드 (2018)
- 고스트 하우스 (2017)
- 겟 더 걸 (2017)
- 리턴 투 센더 (2015)
- 더티 라이즈 (2014)
- 플라이트 7500 (2014)
- 웻 앤 레크레스 (2013)
- 태그 (2013)
- 썸원 라이크 유 (2012)
- 생존게임 247°F (2011)
- 트리플 도그 (2010)
- 더 게이트키퍼 (2010)
- 러브 랜치 (2010)
- 런어웨이즈 (2010)
- 스마일 프리티 (2009)
- 라이프 블러드 (2009)
- 러브 앳 퍼스트 히컵 (2009)
- 옵세스 (2009)
- H2: 어느 살인마의 가족 이야기 (2009)
- 만우절 (2008)
- 아메리칸 크라임 (2007)
- 할로윈: 살인마의 탄생 (2007)
- 위키드 리틀 씽스 (2006)
- 투마로우 이즈 투데이 (2006)
- 소녀들의 비밀파티 (2004)
- 길모어 걸스 (2000)